# 韓國希望
韩国希望（韩语：／ hangukuihimang）是大韓民國中间派政黨，由前共同民主党国会议员梁香子于2023年8月28日创立。